# دیولا لازار
دیولا لازار (مجاری: Lázár Gyula؛ ۲۴ ژانویهٔ ۱۹۱۱ – ۲۷ فوریه ۱۹۸۳) یک بازیکن فوتبال اهل مجارستان بود.